# Joanna Jakieła
Joanna Jakieła (* 2. März 1999 in Zakopane, Kleinpolen) ist eine polnische Biathletin, die seit 2020 im Weltcup startet.

## Sportliche Laufbahn
Joanna Jakieła gab ihr internationales Debüt im Alter von 15 Jahren bei den Jugendweltmeisterschaften 2015 in Minsk-Raubitschy. Im Folgejahr nahm sie nach einer weiteren Jugend-WM als einer der jüngsten Teilnehmer an den Olympischen Jugendspielen von Lillehammer teil und wurde 31. und 30. in Sprint und Verfolgung. Auch 2016/17 war die Polin im Juniorenbereich unterwegs und erzielte mit Rang 5 im Sprint der Jugendweltmeisterschaft ihr bis dahin bestes Ergebnis. Im Jahr darauf gewann Jakieła erstmals eine Einzelmedaille, im Mixedstaffelrennen der Junioreneuropameisterschaften 2018 ergatterte sie Bronze. Weiteres Edelmetall gab es im August des Jahres bei den Sommerbiathlonweltmeisterschaften der Junioren, ebenfalls mit der Mixedstaffel gewann die Polin Silber.
Anfang 2019 gab Jakieła bei ihren Heimrennen in Duszniki-Zdrój ihr Debüt im IBU-Cup, gefolgt von einer erneuten Top-10-Platzierung bei der Juniorenweltmeisterschaft. Unerwartet stark fing die Saison 2019/20 im IBU-Cup an, bei der Supersprintqualifikation im italienischen Ridnaun wurde die Polin Zweite, im Hauptrennen kam sie auf Rang 15 ins Ziel. Größter Erfolg des Winters war sicherlich die Teilnahme am Einzelrennen bei den Biathlon-Weltmeisterschaften 2020 in Antholz, womit Jakieła ihr Debüt in der höchsten Rennklasse gab. Am Ende der Saison gewann sie dann ihre erste und einzige Einzelmedaille im Juniorenbereich, hinter Anna Gandler und Amina Iwanowa erzielte sie im Einzelbewerb der Junioreneuropameisterschaften Bronze. 2020/21 lief die Polin erstmals regelmäßig im Weltcup, bestritt aber insgesamt nicht sehr viele Rennen. Höhepunkt waren erneut die Weltmeisterschaften, bei denen sie mit Rang 66 im Sprint deutlich besser als im Vorjahr abschnitt.
Die Saison 2021/22 bestritt Jakieła durchgehend im IBU-Cup und platzierte sich in den meisten Rennen um Rang 40, was nicht zu einer Nominierung für einen Weltcupeinsatz reichte. Anders verlief der Beginn des Winters 2022/23, die Polin startete von Anfang an auf der höchsten Rennebene und erzielte in Kontiolahti mit den Rängen 28, 35 und 26 als einzige Athletin ihres Landes Weltcuppunkte. Ähnliche Ergebnisse konnte sie nicht wiederholen, einzig beim finalen Rennen der Saison reichte es zu zwei weiteren Punkten. Im Mixedstaffelrennen auf der Pokljuka erzielte Jakieła mit Jan Guńka, Marcin Zawół und Kamila Żuk den achten Rang, bei den Weltmeisterschaften resultierte als Bestergebnis Platz neun mit der Damenstaffel. Bei den Sommerbiathlon-Weltmeisterschaften 2023 belegte die Polin Rang vier im Supersprint und verpasste somit eine Medaille nur knapp. Der Winter 2023/24 begann ähnlich stark wie der vorherige, beim eröffnenden Einzel von Östersund lief sie auf den elften Platz und unterbot damit ihr persönliches Bestergebnis klar, zweitbestes Individualergebnis wurde ein 23. Rang im Sprint von Ruhpolding. Größeren Erfolg hatte Jakieła bei den Weltmeisterschaften in Nové Město na Moravě, bei welchen sie nach einem 17. und einem 23. Platz in Sprint und Verfolgung ihren ersten Massenstart erreichte. In Staffelwettkämpfen resultierten im Saisonverlauf vier Top-10-Platzierungen, darunter auch Rang sechs mit der Damenstaffel bei den Weltmeisterschaften.
Bei den Sommerbiathlon-Weltmeisterschaften 2024 lief Jakieła mit den Rängen vier und fünf in Sprint und Massenstart jeweils knapp an einer Medaille vorbei. Wie schon in den Vorjahren startete sie auch in den Winter 2024/25 mit mehreren Platzierungen unter den besten 30, auch mit der Staffel kam mit Platz sechs in Kontiolahti ein gutes Ergebnis zustande. Im Saisonverlauf flachten die Leistungen der Polin wiederum ab, bei der WM resultierte ein 26. und ein 27. Rang in Sprint und Verfolgung.

## Persönliches

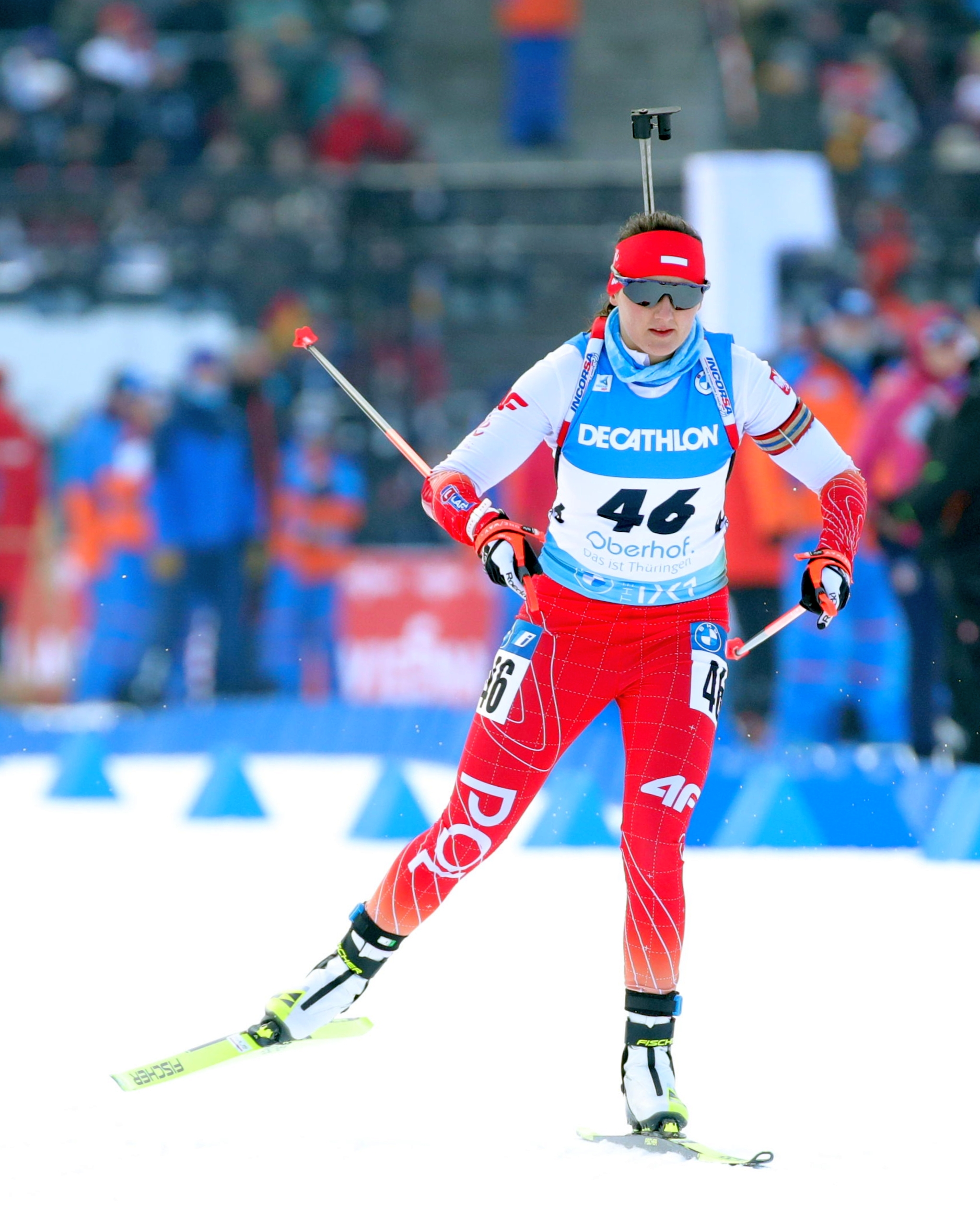
Jakieła bei den Weltmeisterschaften 2023

Joanna Jakieła lebt in Kościelisko in der Westtatra, wenige Kilometer von ihrer Geburtsstadt Zakopane entfernt. Ihr älterer Bruder Tomasz ist ebenfalls als Biathlet aktiv.

## Statistiken

### Weltcupplatzierungen
Die Tabelle zeigt alle Platzierungen (je nach Austragungsjahr einschließlich Olympische Spiele und Weltmeisterschaften).
- 1.–3. Platz: Anzahl der Podiumsplatzierungen
- Top 10: Anzahl der Platzierungen unter den ersten zehn (einschließlich Podium)
- Punkteränge: Anzahl der Platzierungen innerhalb der Punkteränge (einschließlich Podium und Top 10)
- Starts: Anzahl gelaufener Rennen in der jeweiligen Disziplin
- Staffel: inklusive Mixed- und Single-Mixed-Staffeln

| Platzierung               | Einzel | Sprint | Verfolgung | Massenstart | Staffel | Gesamt |
| ------------------------- | ------ | ------ | ---------- | ----------- | ------- | ------ |
| 1. Platz                  |        |        |            |             |         |        |
| 2. Platz                  |        |        |            |             |         |        |
| 3. Platz                  |        |        |            |             |         |        |
| Top 10                    |        |        |            |             | 9       | 9      |
| Punkteränge               | 2      | 7      | 6          |             | 23      | 38     |
| Starts                    | 11     | 25     | 13         |             | 23      | 72     |
| Stand: Saisonende 2024/25 |        |        |            |             |         |        |

### Weltcupwertungen
Ergebnisse bei Weltcups (Disziplinen- und Gesamtweltcup) gemäß Punktesystem.
| Saison  | Einzel | Einzel | Sprint | Sprint | Verfolgung | Verfolgung | Massenstart | Massenstart | Gesamt | Gesamt |
| Saison  | Platz  | Punkte | Platz  | Punkte | Platz      | Punkte     | Platz       | Punkte      | Platz  | Punkte |
| ------- | ------ | ------ | ------ | ------ | ---------- | ---------- | ----------- | ----------- | ------ | ------ |
| 2022/23 | 50.    | 13     | 70.    | 8      | 55.        | 15         | –           | –           | 64.    | 36     |
| 2023/24 | 36.    | 30     | 57.    | 21     | 64.        | 12         | –           | –           | 56.    | 63     |
| 2024/25 | –      | –      | 49.    | 37     | 46.        | 30         | –           | –           | 60.    | 67     |

### Biathlon-Weltmeisterschaften

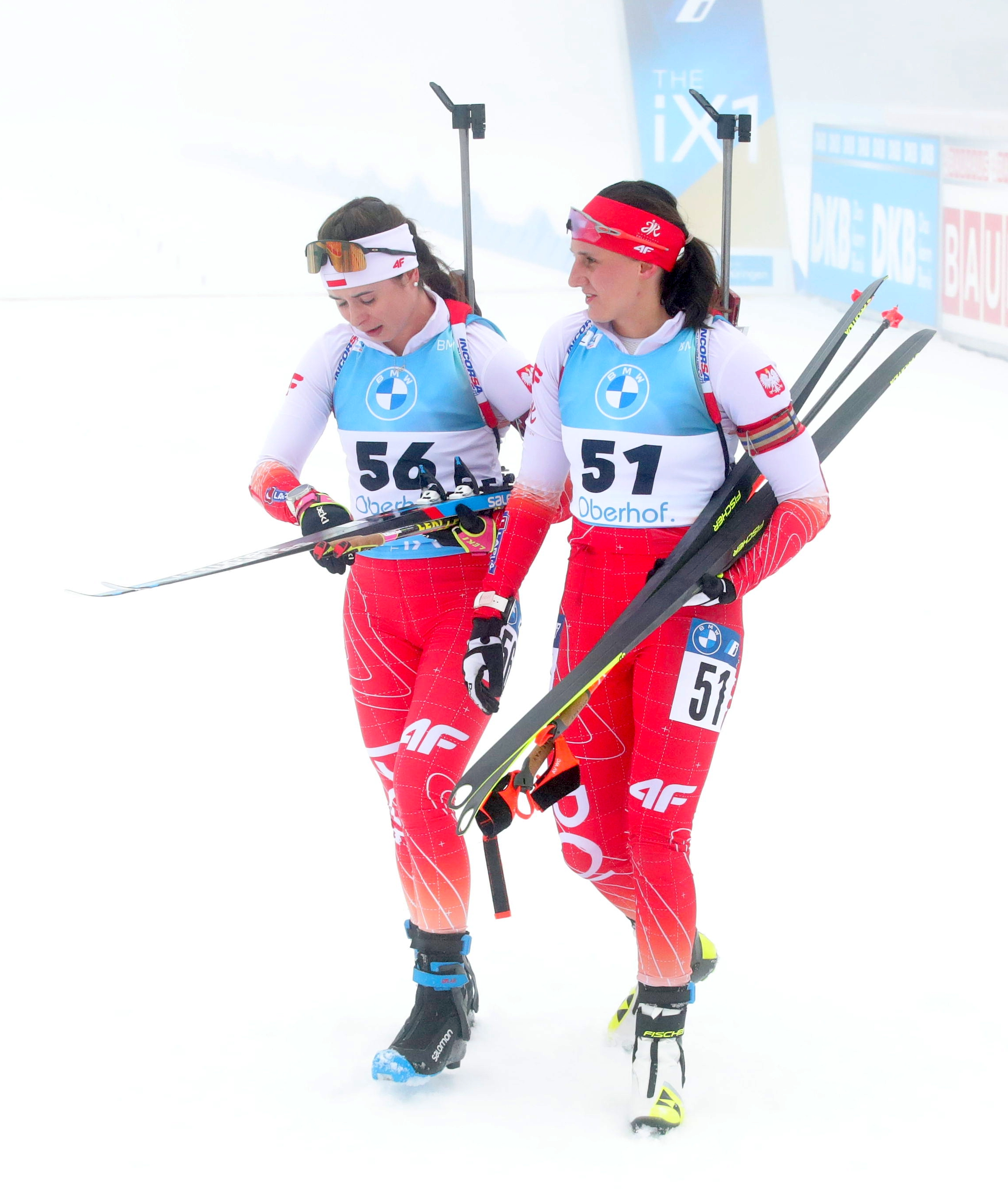
Jakieła (rechts) und Kamila Żuk bei der WM 2023

Ergebnisse bei den Weltmeisterschaften:
| Weltmeisterschaften | Weltmeisterschaften | Einzelwettbewerbe | Einzelwettbewerbe | Einzelwettbewerbe | Einzelwettbewerbe | Staffelwettbewerbe | Staffelwettbewerbe | Staffelwettbewerbe |
| Jahr                | Ort                 | Einzel            | Sprint            | Verfolgung        | Massenstart       | Damenstaffel       | Mixedstaffel       | S.-M.-Staffel      |
| ------------------- | ------------------- | ----------------- | ----------------- | ----------------- | ----------------- | ------------------ | ------------------ | ------------------ |
| 2020                | Antholz             | 92.               | –                 | –                 | –                 | –                  | –                  | –                  |
| 2021                | Pokljuka            | –                 | 66.               | –                 | –                 | –                  | –                  | –                  |
| 2023                | Oberhof             | 71.               | 51.               | 50.               | –                 | 9.                 | 22.                | –                  |
| 2024                | Nové Město          | 40.               | 23.               | 17.               | 25.               | 6.                 | 15.                | –                  |
| 2025                | Lenzerheide         | 55.               | 27.               | 26.               | –                 | 9.                 | –                  | 17.                |

### Jugend-/Juniorenweltmeisterschaften
Jakieła nahm bis 2018 an den Jugend-, ab 2019 an den Juniorenwettkämpfen teil.
| Weltmeisterschaften | Weltmeisterschaften | Einzelwettbewerbe | Einzelwettbewerbe | Einzelwettbewerbe | Damenstaffel |
| Jahr                | Ort                 | Einzel            | Sprint            | Verfolgung        | Damenstaffel |
| ------------------- | ------------------- | ----------------- | ----------------- | ----------------- | ------------ |
| 2015                | Minsk               | 69.               | 60.               | 54.               | –            |
| 2016                | Cheile Grădiștei    | 50.               | 34.               | 38.               | 5.           |
| 2017                | Osrblie             | 31.               | 5.                | 11.               | 10.          |
| 2018                | Otepää              | 34.               | 25.               | 14.               | 8.           |
| 2019                | Osrblie             | 25.               | 23.               | 9.                | 10.          |
| 2020                | Lenzerheide         | 49.               | 12.               | 9.                | 6.           |
| 2021                | Obertilliach        | 45.               | 9.                | 8.                | 12.          |